# Metal Slug (seria)
Metal Slug (jap. メタルスラッグ Metaru Suraggu) – seria gier platformowych, stworzonych przez japońską firmę SNK Playmore.
Główni bohaterowie walczą z wrogą armią, kosmitami i innymi supernaturalnymi zagrożeniami, jak mumie, potwory czy zombie. Głównymi bohaterami w większości gier serii byli Marco Rossi i Tarma Roving, od części drugiej regularnie wracają też Fio Germi i Eri Kasamoto. Poza nimi, bohaterami serii byli Nadia Cassel i Trevor Spacey (w Metal Slug 4) czy Walter Ryan i Tyra Elson. W Metal Slug 6 i 7 Jako grywalni bohaterowie pojawili się też Ralf Jones i Clark Steel, znani z serii Ikari Warriors.
W jej skład wchodzą następujące gry:
- Metal Slug - wydana w 1996 na Automaty, Neo Geo, Neo Geo CD, Playstation, Saturn, PlayStation 2, PSP, Wii, PC[2]
- Metal Slug 2 - wydana w 1998 Automaty, Neo Geo CD, PlayStation 2, PSP, Wii, PC[2], gra po roku doczekała się ulepszonej wersji o nazwie Metal Slug X[3]
- Metal Slug 3 - Automaty, Neo Geo, PlayStation 2, Xbox, PSP, Wii, PC, Xbox 360 (2000)[4]
- Metal Slug 4 - Automaty, Neo Geo, PlayStation 2, Xbox, PSP, Wii, PC (2002)[4]
- Metal Slug 5 - wydana Automaty, Neo Geo, PlayStation 2, Xbox, PSP, Wii[5]
- Metal Slug 6 - Wydana w 2006 na Automaty, PlayStation 2, PSP, Wii (2006)[5]
- Metal Slug 7 - wydana w 2008 na Nintendo DS

Ukazało się również kilka wydań zbiorczych, jak Metal Slug Anthology. Poza główną serią, gra doczekała się kilku spin-offów na konsole przenośne oraz jednej gry wykonanej w 3D:
- Metal Slug - wydana w 2006 PlayStation 2 - gra była strzelaniną wykonaną w 3D[6]
- Metal Slug: 1st Mission - wydana w 1999 Neo Geo Pocket Color[6]
- Metal Slug: 2nd Mission - wydana w 2000Neo Geo Pocket Color[6]
- Metal Slug Advance - z 2004 roku na Gameboy Advance[6]
- Metal Slug Defense - z 2014 roku na iOS i Android[7]

W Japonii SNK Playmore kontynuowało wydawanie serii Metal Slug na telefony przenośne - wydało takie tytuły jak Metal Slug Mobile, Metal Slug STG, Metal Slug Mobile Impact Metal Slug Gaiden: Allen's Battle Chronicles, Metal Slug Survivors, Metal Slug Soldiers, Metal Slug 4th Mission, Metal Slug Warriors czy Metal Slug: Mars Panic.
Postacie z Metal Slug przewijały się również w innych grach SNK, jak SNK vs Capcom: SVC Chaos i Neo Geo Battle Coliseum.